# Strukturformel

Lewisstruktur för en vattenmolekyl.

En strukturformel är en notation som kemister använder för att visa hur atomerna är bundna till varandra i en molekyl. 
Strukturformler ska inte förväxlas med den enklare typ av kemisk formel som kallas summaformel och bara redogör för antalet atomer av varje atomslag.
Textbaserade strukturformler kan vara behändiga när det inte finns möjlighet att rita ut molekylerna grafiskt. Till exempel kan etanol skrivas som CH3CH2OH
I en lewisstruktur representeras atomkärnorna av grundämnets förkortning som det skrivs i det periodiska systemet. Enskilda elektroner ritas ut som punkter. Elektronpar ritas som streck. Ett enkelt streck mellan två atomer motsvarar en enkelbindning, ett dubbelt streck motsvarar en dubbelbindning och ett trippelt streck motsvarar en trippelbindning. 
Inom organisk kemi är det vanligt med att bokstaven C inte skrivs ut för kol, så att kolatomen ser ut som ett hörn och att både väteatomerna och deras bindningar helt utelämnas. Om en molekyl är stor och man bara är intresserad av den delen av molekylen som är inblandad i en reaktion kan man använda bokstaven R för att beteckna en godtycklig fortsättning av molekylen.  
Laddningar representeras av ett inringat plustecken för positiv laddning eller ett inringat minustecken för negativ laddning (Laddningarna ringas in för att skilja dem från plustecknen som används i reaktionsformlerna). Partiella laddningar representeras av den grekiska bokstaven delta följt av ett plustecken eller minustecken. 
|                               | Strukturformler | Strukturformler | Strukturformler | Strukturformler     | Andra framställningar | Andra framställningar | Andra framställningar |
| Elektronformel                | Valensformel    | Nattaprojektion | Skelettformel   | Konstitutionsformel | Summaformel           | Empirisk formel       |                       |
| ----------------------------- | --------------- | --------------- | --------------- | ------------------- | --------------------- | --------------------- | --------------------- |
| Metan                         |                 |                 |                 | existerar inte      | CH4                   | CH4                   | CH4                   |
| Propan                        |                 |                 |                 |                     | CH3–CH2–CH3           | C3H8                  | C3H8                  |
| Ättiksyra                     |                 |                 |                 |                     | CH3–COOH              | C2H4O2                | CH2O                  |
| Vatten                        |                 |                 |                 | existerar inte      | existerar inte        | H2O                   | H2O                   |
| Denna tabell: visa • redigera |                 |                 |                 |                     |                       |                       |                       |